# Passagem (Paraíba)
Passagem is een gemeente in de Braziliaanse deelstaat Paraíba. De gemeente telt 2.202 inwoners (schatting 2009).